# ريان (رسوم متحركة)
ريان مسلسل رسوم متحركة حاسوبي جزائري، من إنتاج شركة H2o Entertainment، عرض على نسمة سنة 2010.

## الحبكة
حكاية مسيرة وتألق واحد من ألمع وأصغر نجوم عالم كرة القدم. ريان وهو صبي، ونجم بدأ من لا شيء، وأصبح في نهاية المطاف بطلا وطنيا من خلال تقديم أفضل ما في وسعه لإحراز أفضل نتائج في كرة القدم لبلده بما في ذلك كأس العالم.

## الشخصيات
- ريان (أداء الصوت: خالد خليفة)
- لولو (أداء الصوت: بشرى سلام)
- مراد (أداء الصوت: ياسين لعسكري)
- سمير (أداء الصوت: وليد أكتوف)
- الأم (أداء الصوت: حورية العربي)
- الأب (أداء الصوت: سمير تريتيش)